# 漠河沟水库
漠河沟水库是中国内蒙古自治区通辽市库伦旗境内的一座水库，位于漠河沟养畜牧河上，建于1966年。水库正常库容为200万立方米，集雨面积为135平方千米，海拔为360.54米。